# Khỉ Tân Thế giới
Khỉ Tân Thế giới là tên gọi chung cho năm họ linh trưởng sống ở miền nhiệt đới México, Trung Mỹ và Nam Mỹ: Callitrichidae, Cebidae, Aotidae, Pitheciidae, và Atelidae. Năm họ này tạo nên liên họ Ceboidea, liên họ duy nhất còn sinh tồn trong tiểu bộ Platyrrhini.
Platyrrhini có nghĩa là "mũi dẹt" hay "mũi tẹt", và mũi chúng đúng là dẹt hơn họ với các nhóm khác trong phân thứ bộ Simiiformes, đồng thời lỗ mũi còn hướng ra hai bên. Các loài trong họ Atelidae, như khỉ nhện, là những linh trưởng duy nhất có đuôi để cầm nắm. Gần nhất với khỉ Tân Thế giới là Catarrhini ("mũi chìa xuống", gồm khỉ Cựu Thế giới và vượn người). Khỉ Tân Thế giới bắt nguồn từ một dòng khỉ châu Phi lan đến Nam Mỹ chừng 40 triệu năm trước.

## Đặc điểm
Khỉ Tân Thế giới gồm những linh trưởng cỡ nhỏ-trung, kích thước biến thiên từ loài khỉ nhỏ nhất thế giới Cebuella pygmaea (dài 14 đến 16 cm (5,5 đến 6,3 in), nặng 120 đến 190 g (4,2 đến 6,7 oz)) đến Brachyteles arachnoides (dài 55 đến 70 cm (22 đến 28 in), nặng 12 đến 15 kg (26 đến 33 lb)). Chúng khác khỉ Cựu Thế giới ở nhiều nét, nổi bật nhất là kiểu hình riêng biệt ở mũi, một đặc điểm thường dùng để phân biệt hai nhóm. Mũi khỉ Tân Thế giới dẹt hơn hẳn so với cái mũi hẹp của khỉ Cựu Thế giới, hơn nữa, lỗ mũi chúng chĩa ra hai bên. Một số loài khỉ Tân Thế giới có đuôi để cầm nắm, trái ngược với đuôi khỉ Cựu Thế giới.
Khỉ Tân Thế giới (trừ khỉ rú chi Alouatta) không có tầm nhìn tam sắc của khỉ Cựu Thế giới. Tầm nhìn màu ở khỉ Tân Thế giới dựa vào một gen duy nhất trên nhiễm sắc thể X để tạo sắc tố hấp thụ ánh sáng bước sóng trung-dài, phân biệt với ánh sáng bước sóng ngắn.
Platyrrhi có 12 thay vì 8 răng tiền hàm; với công thức răng {\displaystyle {\tfrac {2.1.3.3}{2.1.3.3}}} hay {\displaystyle {\tfrac {2.1.3.2}{2.1.3.2}}} (2 răng cửa, 1 răng nanh, 3 răng tiền hàm, 2-3 răng hàm). Catharrhini (gồm khỉ đột, tinh tinh, tinh tinh lùn, vượn, đười ươi và người) có chung công thức răng {\displaystyle {\tfrac {2.1.2.3}{2.1.2.3}}}. Đa số khỉ Tân Thế giới có vóc người nhỏ và hầu hết sống trên cây, khó quan sát hơn nhiều loài khỉ Cựu Thế giới, nên kiến thức về chúng có phần kém toàn diện hơn. Nhiều khỉ Tân Thế giới ghép đôi kiểu một vợ một chồng và thường chăm sóc kỹ con non. Chúng ăn trái cây, hạt, sâu bọ, hoa, trứng chim, nhện và động vật có vú nhỏ.

## Phân loại

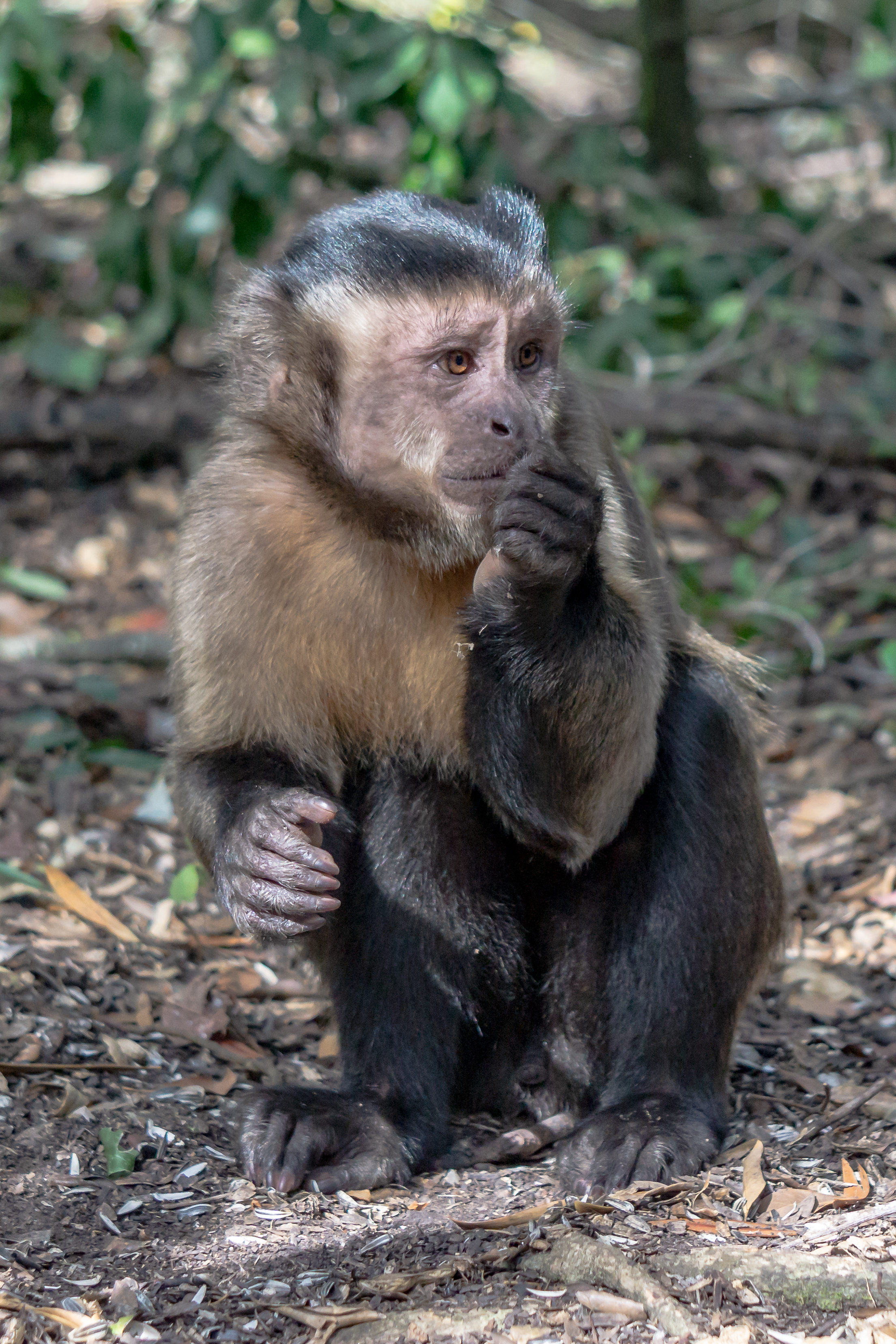
Khỉ mũ